# Dear Brigitte
Dear Brigitte é um filme estadunidense de 1965, do gênero comédia, dirigido por Henry Koster, estrelado por James Stewart e com participação de Brigitte Bardot.

## Sinopse
O competente professor de literatura Robert Leaf está numa cruzada particular em defesa do ensino das Ciências Humanas, que acredita estar perdendo importância para as Ciências Exatas. Isto porque seus alunos estão mais interessados em se tornarem engenheiros do que poetas.

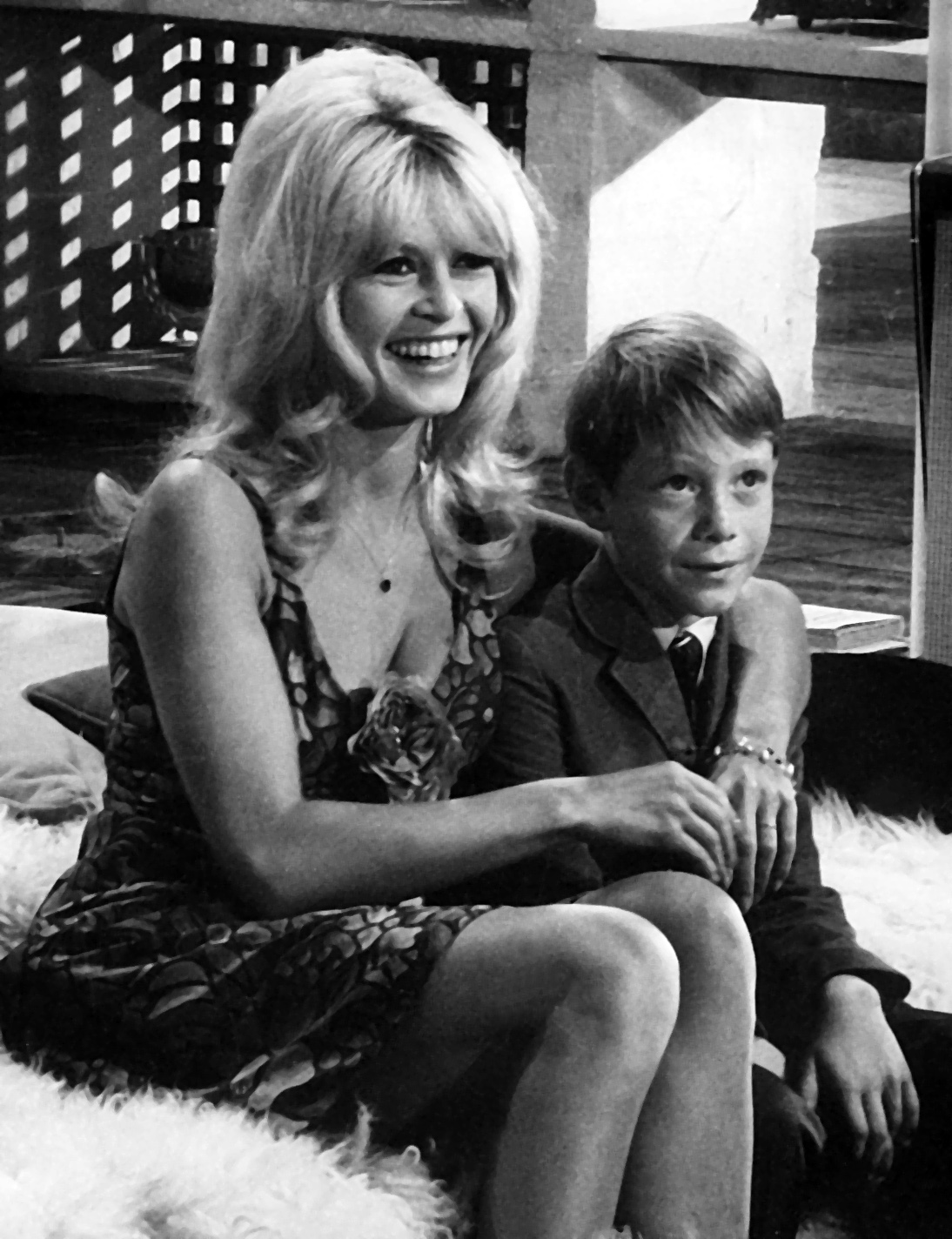
Brigitte Bardot e Billy Mumy durante as gravações.

Em sua casa ele também está preocupado, pois seu filho de oito anos, Erasmus, não demonstra qualquer talento para as artes. E quando o garoto se revela um super dotado para a Matemática, o professor se convence que de fato está com um problema.
Robert Leaf decide então levar seu filho a um conceituado psiquiatra da Califórnia, o qual descobre o verdadeiro interesse do garoto: conhecer a famosa atriz francesa Brigitte Bardot.

## Elenco principal
- James Stewart: Prof. Robert Leaf
- Glynis Johns: Vina Leaf
- Billy Mumy: Erasmus Leaf
- Cindy Carol: Pandora Leaf
- Fabian Forte: Kenneth
- Brigitte Bardot: ela mesma (não creditada)
- John Williams: Upjohn
- Jack Kruschen: Dr. Volker

## Produção
O romance foi publicado pela primeira vez em formato impresso em 1963. Houve rumores de que a Disney iria comprar os direitos do filme e colocar Bing Crosby no papel principal. No entanto, os direitos foram comprados pela 20th Century Fox, que atribuiu o projeto a Nunnally Johnson, Henry Koster e James Stewart. Foi um dos primeiros filmes feitos nos recém-reabertos estúdios da 20th Century Fox na Califórnia.
Billy Mumy foi escolhido para o papel de Erasmus por recomendação da esposa de James Stewart, Gloria Stewart, que havia conhecido o então garoto em uma escola dominical.
Embora Nunnally Johnson tenha escrito os primeiros rascunhos do filme, Hal Kanter foi contratado para trabalhar nele e recebeu crédito em tela única. Kanter diz que foi ideia de Henry Koster apresentar um capitão, interpretado por Ed Wynn, para atuar como um coro grego.
Havia dúvidas se Brigitte Bardot apareceria no filme, mas ela cedeu com a condição de que seu nome não fosse creditado. Além disso, ela recusou-se em viajar até Los Angeles para filmar sua parte, o que obrigou a equipe da Fox a ir até a França para realizar as filmagens. As cenas de Bardot foram gravadas durante três dias nos arredores de Paris.

## Ligações Externas
- «Galeria de imagens do filme no IMDb»